# Lena Zelwerowicz
Lena Zelwerowicz, właściwie Helena Zelwerowicz-Orchoń (ur. 10 grudnia 1903 w Krakowie, zm. 1 czerwca 1998 w Nowym Jorku) – polska lekkoatletka, aktorka i pedagog, propagująca kulturę polską za granicą. Córka aktora i pedagoga Aleksandra Zelwerowicza (1877–1955), żona aktora Józefa Orchonia (właśc. J. Nudela).

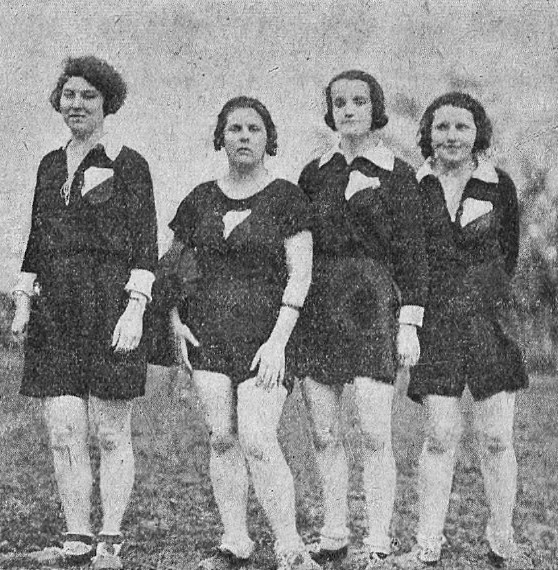
Lekkoatletki Polonii Warszawa – od lewej: Maria Kwaśniewska, Helena Zelwerowicz, Eugenia Kielich, Maria Baran (1924)

## Życiorys
Od 1923 do 1924 reprezentowała Polonię Warszawa jako lekkoatletka. W 1926 ukończyła Oddział Dramatyczny warszawskiego Konserwatorium Muzycznego, mając za sobą 2 lata studiów na warszawskiej ASP w pracowni u prof. Tadeusza Pruszkowskiego. Następnie pogłębiała studia plastyczne w Paryżu, ucząc się też tajników dekoracji i kostiumów. Po powrocie do Polski wybrała aktorstwo. Zadebiutowała w Teatrze im. Juliusza Słowackiego w Krakowie. Następnie grała w Wilnie, Sosnowcu, Łodzi, Warszawie. Wyjeżdżała za granicę na staże ZASP-u do Niemiec i Francji. Była wykładowcą Państwowego Instytutu Sztuki Teatralnej. Emigrowała po wojnie: zamieszkała w Londynie, a potem w Nowym Jorku, gdzie występowała na deskach Polskiego Instytutu Teatralnego w USA oraz Teatru Polskiego w Nowym Jorku.
W czasie okupacji hitlerowskiej Aleksander i Lena Zelwerowiczowie ukrywali Żydów w mieszkaniu przy ul. Szczyglej 9 w Warszawie. Na stałe mieszkała tam Helena, a zameldowany był jej mąż, aktor Józef Orchoń, który musiał ukrywać się z racji żydowskiego pochodzenia. Od sierpnia 1942 ukrywała się przyjaciółka Leny sprzed wojny Helena Caspari z 11-letnią córką Hanną. Schronienie znajdowali tam także Dawid Epstein, Leon Feiner, Maria Nudel i nieznany z nazwiska adwokat. Od września 1942 adres na Szczyglej był zdekonspirowany. Ukrywającym się udało się jednak zawczasu znaleźć inne kryjówki.
W 1977 wraz z ojcem Aleksandrem Zelwerowiczem otrzymała tytuł Sprawiedliwy wśród Narodów Świata przyznawany osobom ratującym Żydów podczas Holocaustu przez izraelski Instytut Pamięci Jad Waszem. W czasie ceremonii uhonorowania tym tytułem w maju 1979, która odbyła się w Nowym Jorku po śmierci Aleksandra Zelwerowicza, jego córka Helena mówiła o ojcu: „Określał siebie sam jako [...] przyjaciel człowieka. Miał zawsze otwarte serce i ramiona dla wszystkich uciśnionych i potrzebujących pomocy, a podczas […] okupacji Żydzi najbardziej tej pomocy potrzebowali”.
Zmarła 1 czerwca 1998 w Nowym Jorku, w wieku 94 lat. Przez 16 lat urna z jej prochami znajdowała się w prywatnym mieszkaniu jej przyjaciółki Niny Polan, po śmierci której w 2014, Lena Zelwerowicz została pochowana 10 września 2014 na cmentarzu w Skolimowie.

## Filmografia
- 1938: Sygnały